# 마르크 지라르델리
마르크 지라르델리(룩셈부르크어: Marc Girardelli, 1963년 7월 18일~)는 룩셈부르크의 알파인 스키 선수이다. 1992년 동계 올림픽에서 대회전과 슈퍼대회전 부문 은메달을 획득하며 룩셈부르크 최초의 동계 올림픽 메달리스트가 되었다. 또한 그의 메달은 1952년 하계 올림픽 이후 40년만에 획득한 룩셈부르크의 올림픽 메달이기도 하다. 또한 세계 선수권 대회에서 금메달 4개를 포함하여 총 메달 11개를 획득하며 역사상 가장 많은 세계 알파인 스키 선수권 대회 메달을 획득한 선수가 되었으나 이 기록은 셰틸 안드레 오모트에 의해 갱신되었다.
1979년부터 알파인 스키 월드컵에 출전했으며, 룩셈부르크 선수로는 최초로 월드컵 종합 우승을 차지했다. 그는 월드컵 종합 우승 5회를 달성하며 2017년에 마르셀 히르셔가 6회 우승을 달성하기 전까지 알파인 스키 월드컵 최다 종합 우승 기록을 보유했다. 또한 종목별 우승 10회 달성했으며, 금메달 46개를 포함하여 월드컵 메달 100개를 획득했다. 

## 같이 보기
- FIS 알파인 스키 월드컵